# メトロポーロホテル

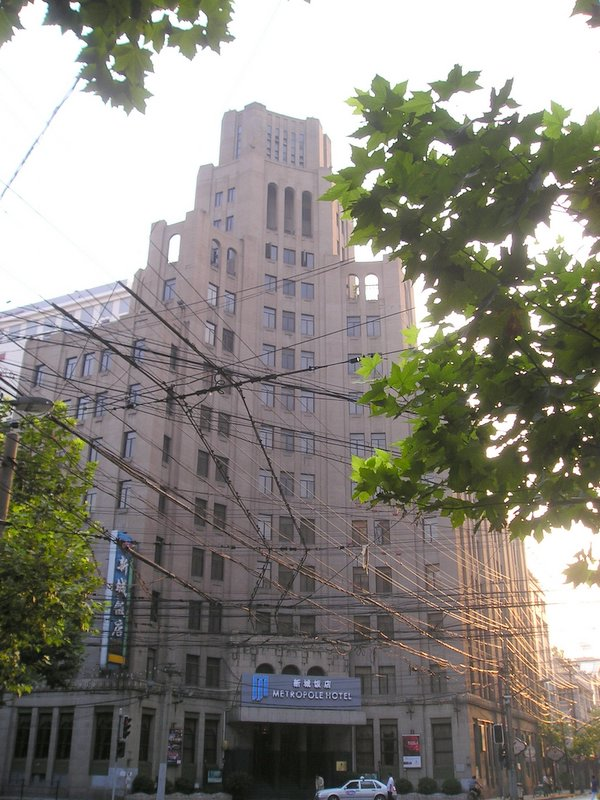
メトロポーロホテル

メトロポーロホテルは、上海市江西中路180号にある建築である。メトロポーロホテルはニュー・サスーン傘下の華懋地産公司が出資し建設したホテルである。1934年に竣工し、1935年に開業した。14階建てで高さは65メートルである。外観はこの時代の上海に流行ったアール・デコ調を採用し、当時の上海では最高級ホテルの一つであった。メトロポーロホテルは1994年に上海市優秀歴史建築に選ばれ、現在は三つ星ホテルとして運営されている。